# Puig de Passaduc
El Pic de Passaduc és una muntanya de 2.321,2 metres d'altitud del límit dels termes de les comunes de Censà i Oleta i Èvol, totes dues de la comarca del Conflent, a la Catalunya del Nord.
És a la zona nord-oest del terme d'Oleta i Èvol i a la nord-est de la de Censà. És al nord-oest del Puig d'Escotó i del Roc Foradat, i al sud-oest del Gorg Negre.
És una muntanya freqüentada per les rutes excursionistes dels voltants de Noedes i Orbanyà.